# Oussama Bejaoui
Pour les articles homonymes, voir Bejaoui.
Oussama Bejaoui, né le 20 avril 1992, est un footballeur tunisien évoluant au poste de milieu de terrain avec le Club sportif de Hammam Lif.

## Clubs
- ?-juillet 2013 : Club sportif sfaxien (Tunisie)
- juillet 2013-juillet 2015 : Olympique de Béja (Tunisie)
- juillet 2015-août 2017 : Étoile sportive de Métlaoui (Tunisie)
- août 2017-décembre 2020 : Espérance sportive de Zarzis (Tunisie)
- décembre 2020-septembre 2022 : Avenir sportif de Mohamedia (Tunisie)
- depuis septembre 2022 : Club sportif de Hammam Lif (Tunisie)